# Horta (Azores)
Horta es una ciudad portuguesa de la región de las Azores. Es sede del municipio de Horta, que ocupa toda la superficie de la isla de Fayal. Tiene una superficie total de 172,43 km² y una población de 14 994 habitantes (en 2011). La densidad de población se sitúa en 85,4 hab./km². El municipio más próximo es Madalena, en la isla del Pico. Horta es una de las capitales del archipiélago de las Azores, junto a Ponta Delgada y Angra do Heroísmo.

## Historia

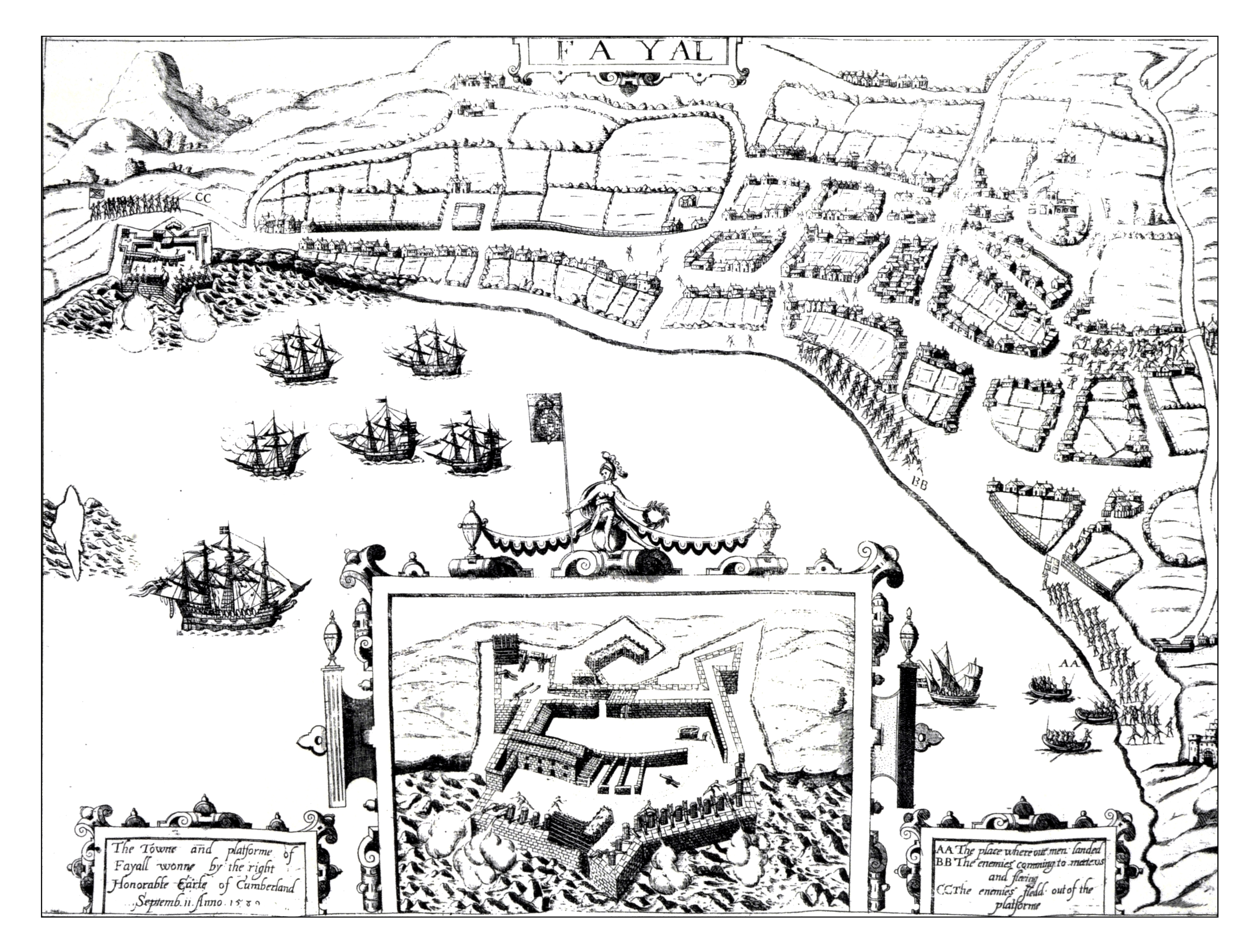
La Bahía de Horta se muestra tal como el asentamiento principal apareció en 1589.

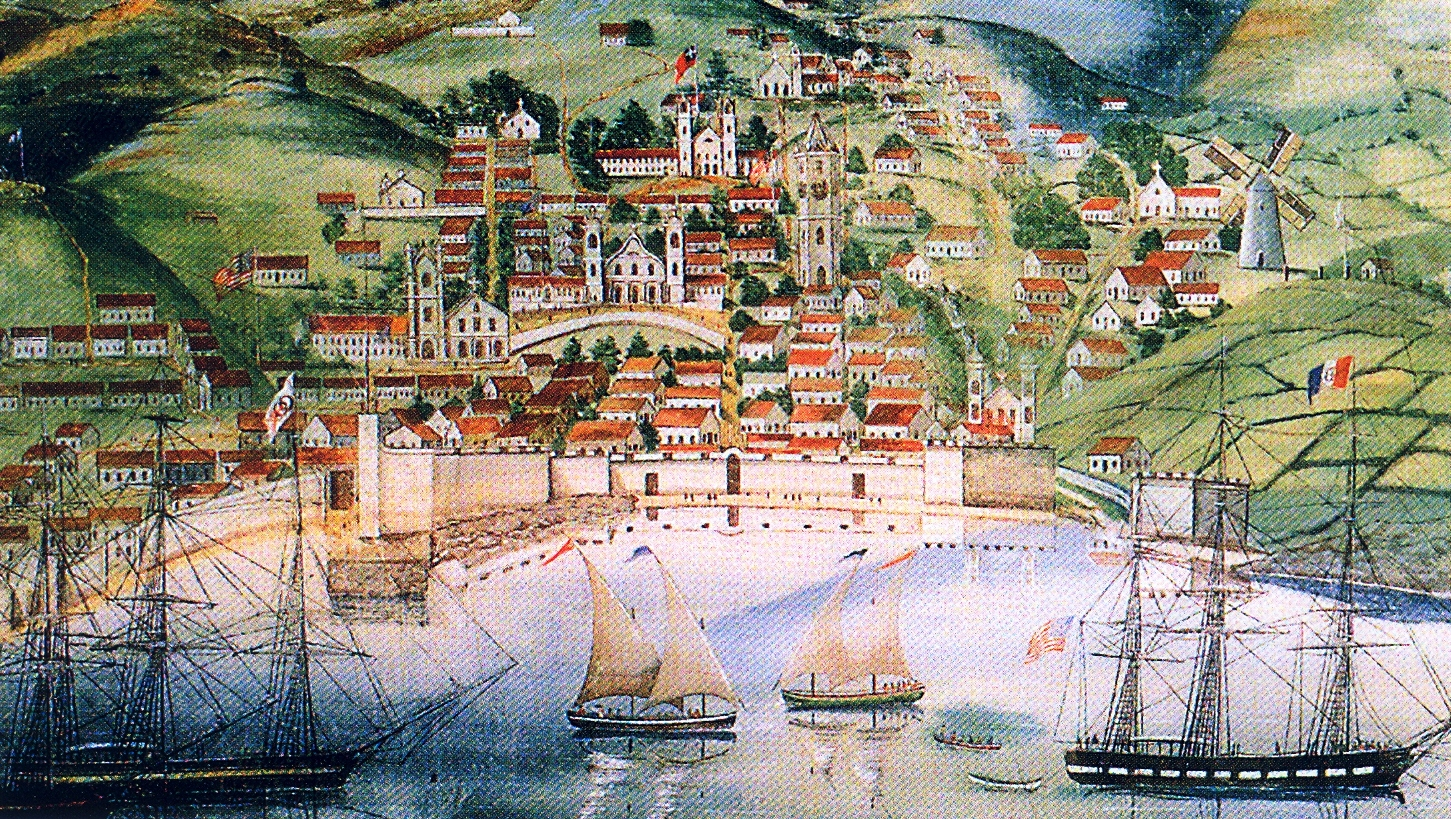
Una vista de la aldea de Horta, Fayal del New Bedford Whaling Museum, c.1842 (Purrington y Russel)

En 1467, el noble flamenco Josse van Huerter regresó a Fayal en una segunda expedición, esta vez desembarcando a lo largo de la orilla de lo que se conocería como la bahía de Horta. Tenía una pequeña capilla construida, que luego formaría el núcleo de una pequeña comunidad conocida como Horta (un nombre derivado de la transliteración de su nombre). El infante Don Fernando, duque de Viseu, otorgó a Huerter la primera capitanía de la isla el 2 de febrero de 1468. Pero la colonización de la isla no fue principalmente por campesinos flamencos o por intereses comerciales. De hecho, en general, los colonos de la isla provenían de agricultores trabajadores del Portugal continental, dispuestos a trabajar arduamente en nuevas tierras, desde una sección transversal del norte de Portugal. Pero, Huerter cultivó nuevas oportunidades comerciales, atrayendo a una segunda ola de colonos bajo la administración de Willem van der Haegen (más tarde transcrito a Guilherme da Silveira), que trajo a administradores, comerciantes, colonos y otros compatriotas a establecerse en la isla.
El hijo de Huerter, Joss de Utra (que se convertiría en el segundo Capitán general), y su hija, D. Joana de Macedo (que se casó con Martin Behaim en la capilla de Santa Cruz) continuaron en Fayal, mucho después de la muerte de van Huerter. Hacia 1498, Horta se elevó al estado de vila (análoga a una ciudad) fue por decreto del rey Don Manuel I, ya que su centro creció al norte del área alrededor de la pequeña capilla de Santa Cruz. La isla prosperó con las exportaciones del trigo y el tinte añil extraído de la Isatis tinctoria. El 28 de junio de 1514 se constituyó la parroquia de Matriz do São Salvador da Horta y se iniciaron los servicios. En 1567, se colocó la piedra angular de lo que sería el Fuerte de Santa Cruz. El crecimiento constante de los colonos en la villa obligó a la creación de las parroquias de Nossa Senhora da Conceição (30 de julio de 1568) y Nossa Senhora da Angustias (28 de noviembre de 1684) por la diócesis de Angra. Como se desarrollaron dos núcleos alrededor de Santa Cruz y Porto Pim, el crecimiento también se extendió alrededor de la antigua Matriz (donde ahora se encuentra el Reloj de la Torre) y la plaza pública (donde ahora existe la Alameda Barão de Roches). Se construyeron edificios públicos entre Rua Visconde Leite Perry y Rua Arriage Nunes, y finalmente el ayuntamiento y las oficinas de la corte se mudaron al antiguo Colegio de los Jesuitas, después de que los jesuitas fueron expulsados de Portugal en 1758.
En 1583, los soldados españoles bajo el mando de don Pedro de Toledo desembarcaron en Pasteleiro, en la parte suroeste de la isla. Después de algunas escaramuzas en las puertas del fuerte, el Capitán de Faial, António Guedes de Sousa, fue ejecutado. Cuatro años más tarde, el conde de Cumberland al mando de una flota de 13 barcos británicos en el Viaje de Azores de 1589 capturó un barco español, y luego saqueó las iglesias y los conventos de la ciudad, profanándolos y destruyendo relicarios y crucifijos. Capturaron varias piezas de artillería e incendiaron las casas dentro del Fuerte de Santa Cruz. Se tomaron dos cañones, ubicados en Porto Pim. En 1597, una nueva fuerza, bajo el Sir Walter Raleigh, segundo al mando de Robert Devereux, conde de Essex, saqueó e incendió los edificios religiosos y las iglesias en Horta, así como las parroquias vecinas de Flamengos, Feteira y Praia do Almoxarife. La amenaza constante de corsarios y piratas obligó a la construcción de varios fuertes y vigías.
En 1643, Horta tenía alrededor de 2579 habitantes y 610 hogares.
Don Frei Lourenço, el obispo de Angra, autorizó la renovación de la capilla de Santa Cruz en 1675. En 1688, se realizaron las renovaciones y la ornamentación al final de la iglesia.
Durante los siglos XVIII y XIX, Horta era una pequeña ciudad que se extendía a lo largo de la costa. Fue salpicada de varios conventos e iglesias, pero poco comercio y casi ninguna industria. Pero afortunadamente, debido a su ubicación, prosperó como escala en las importantes rutas comerciales entre Europa y el Nuevo Mundo. Durante un tiempo, Horta fue un centro de comercio y viajes. Era una puerta de entrada para el cultivo de naranjas de Azores, y el puerto para la exportación de vino de la Isla del Pico, así como una parada importante para los balleneros de América del Norte, y más tarde como un puerto de reabastecimiento de buques de carbón durante sus pasos transatlánticos.

### Siglo XIX

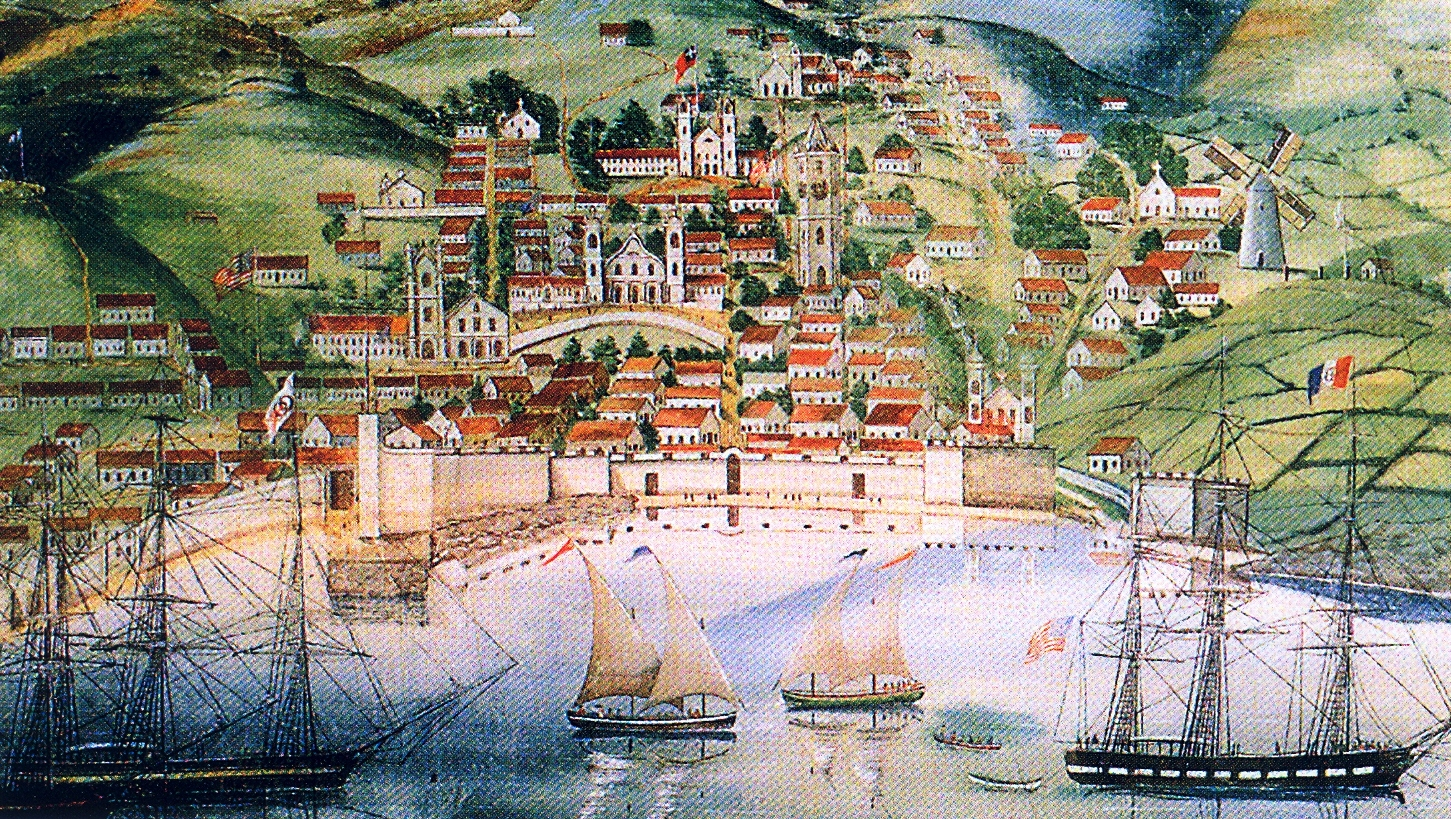
Una vista de la aldea de Horta (Fayal) del New Bedford Whaling Museum, c.1842. (Purrington y Russel)

En 1804, John Bass Dabney (1766-1826), cónsul general de Estados Unidos en las Azores, se casó con Roxanne Lewis y se mudó a un hogar en Horta. Su hijo, Charles William Dabney (que más tarde se casaría con Francis Alsop Pomeroy) que sucedió a su padre en este puesto, desempeñaría un papel importante en la historia y la economía de Horta y Fayal. Esto fue ayudado por la construcción de un puerto comercial (1876) y la instalación de cables telegráficos transatlánticos (1893). La familia Dabney dirigió la economía de la isla durante 83 años, con un buen efecto en el crecimiento dinámico del puerto, la exportación de naranjas, el vino Verdelho de Pico y el comercio de la industria ballenera.
El 26 de septiembre de 1814, el bergantín corsario estadounidense "General Armstrong", bajo el mando del capitán Samuel Chester Reid, fue hundido por tres barcos de la Marina Real británica bajo el mando de Robert Lloyd. Después de verse obligado a hundir su barco, el capitán Reid protestó formalmente por la destrucción de los barcos en un puerto neutral y por la incapacidad de los portugueses de defender sus propias aguas. Su pieza principal de la Artillería naval, el cañón "Long Tom", fue recuperada más tarde de la bahía de Horta. Eventualmente fue ofrecido al General Batcheller, el ministro de los Estados Unidos en Lisboa, en compensación. Curiosamente, el general Batcheller regresó a Horta para recoger el cañón y entregarlo a la ciudad de Nueva York al bordo del buque USS Vega (alrededor del 18 de abril de 1893). [cita requerida]
El 4 de julio de 1833, la villa, por iniciativa del duque de Ávila y Bolama, se elevó al estatus de ciudad y capital del distrito, como recompensa por el apoyo que la población de la isla le había dado a las fuerzas liberales durante la Revolución liberal de Oporto. El escudo del ayuntamiento, por decreto, fue otorgado para promover "Mi Ciudad Leal de Horta" por el Rey Luis I el 3 de mayo de 1865.
Con la construcción del puerto comercial en 1876, Horta se hizo más importante a nivel internacional. El 23 de agosto de 1893, los primeros cables telegráficos que unen de Horta (Alagoa) a Lisboa (Carcavelos) hacen de Horta un enlace en la comunicación transatlántica. La ubicación y presencia de varias compañías de cable en Horta tuvo el efecto acumulativo de aumentar la actividad, el nivel de desarrollo económico y el crecimiento urbano, así como las actividades culturales y deportivas en la isla. Entre 1893 y 1969, Horta fue un puesto importante en las comunicaciones intercontinentales.

### Siglo XX

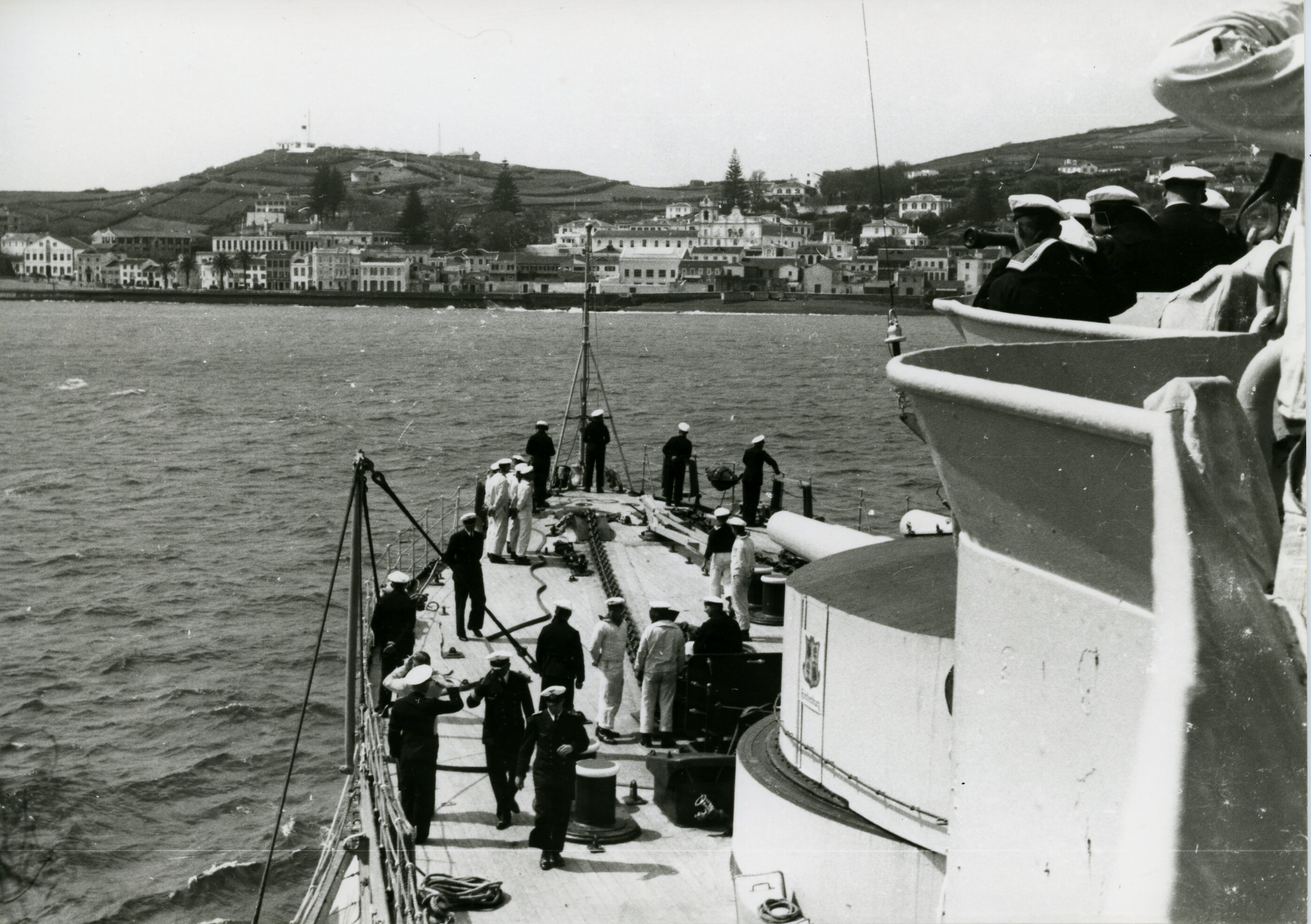
Una vista del puerto de Horta desde el SMS Schlesien antes del estallido de la Segunda Guerra Mundial.

Horta también entró en la historia de la aviación, cuando el capitán Albert C. Read (US Navy) completó la primera etapa atlántica del primer vuelo transatlántico, a través del avión, cuando pilotó su hidroavión NC-4 en la bahía de Horta en mayo de 1919.
En 1921, los remolcadores de alta mar holandeses comenzaron a usar Horta como escala (y después de la Segunda Guerra Mundial, regresaron durante el período de reconstrucción europea).
Después de 1939, Horta era un punto de itinerario programado en las rutas transatlánticas de barcos voladores entre América del Norte y Europa, que incluía la flota de Pan Am Clipper, que atracó en el puerto de Horta.
En 1960, los yates comenzaron a usar el puerto protegido de Horta durante los viajes transatlánticos.
El 24 de agosto de 1971, en la parroquia civil de Castelo Branco, presidente, Américo Tomás inauguró el Aeropuerto de Horta. Desde 1972, la Sociedade Açoreana de Transportes Aeréos (que fue la precursora de SATA Air Açores) ha proporcionado los vuelos programados desde Horta a las islas del triángulo (Grupo Central). Durante la década de 1980, TAP Air Portugal, la aerolínea de bandera nacional, estableció el servicio directo desde Horta hasta Lisboa, mientras que las mejoras de la flota permitieron que SATA vincule directamente a Horta con todas las islas. Luego de las importantes renovaciones en diciembre de 2001, el aeropuerto recibió la designación del Aeropuerto internacional, aunque ninguna aerolínea extranjera tiene vuelos regulares o chárter que lleguen al aeropuerto de Horta.
Las mejoras en el puerto de Horta permitieron a la ciudad al convertirse a una escala para yates, cruceros y proporcionar la asistencia continua a los viajeros transatlánticos. Esto se vio facilitado cuando la autoridad municipal inauguró el 3 de junio de 1986 un puerto deportivo de 300 amarres, pero también, dado que el puerto de Horta es un centro de flotas para los transbordadores insulares Transmaçor y Atlanticoline, ha resultado en nuevas inversiones y la construcción de un muelle secundario para tráfico de pasajeros entre las islas.

## Geografía

### Organización territorial
Horta está dividida en las siguientes freguesias:
- Angústias (Horta)
- Capelo
- Castelo Branco
- Cedros
- Conceição (Horta)
- Feteira
- Flamengos
- Matriz (Horta)
- Pedro Miguel
- Praia do Almoxarife
- Praia do Norte
- Ribeirinha
- Salão

## Monumentos y lugares de interés

### Marina de Horta
El fondeadero es el Punto de Encuentro de los marinos que efectúan la travesía del Atlántico. El puerto de Horta es conocido por los marineros por albergar el histórico establecimiento Peter Café Sport, que cuenta con tiendas de recuerdos en todo el archipiélago y es muy conocido en todo Portugal como un icono de Horta y de las islas Azores.

### Centro histórico
Dominado por las Fachadas de la Iglesia Principal orientada hacia el mar.

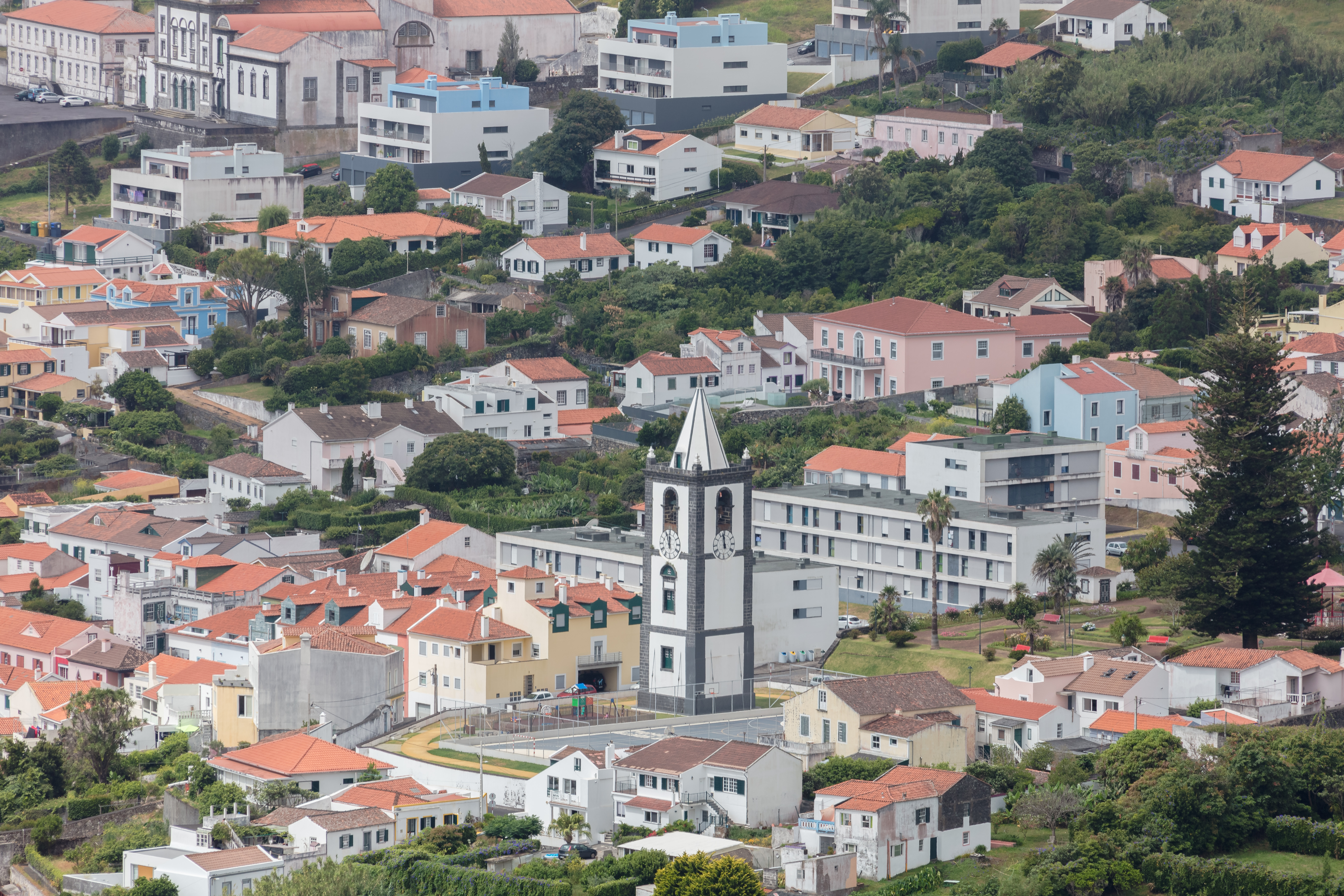
Torre del Reloj.
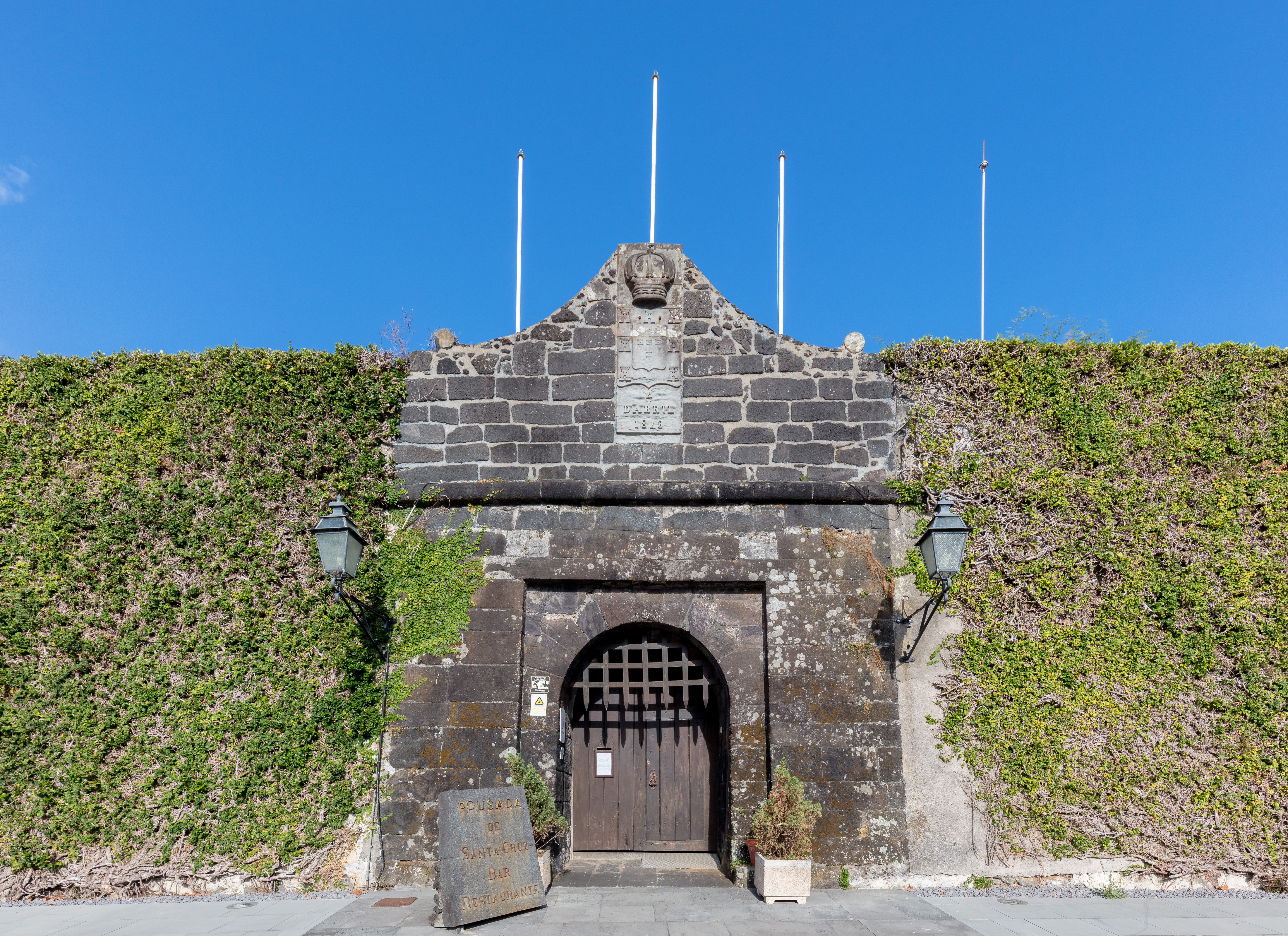
Fuerte de Santa Cruz.
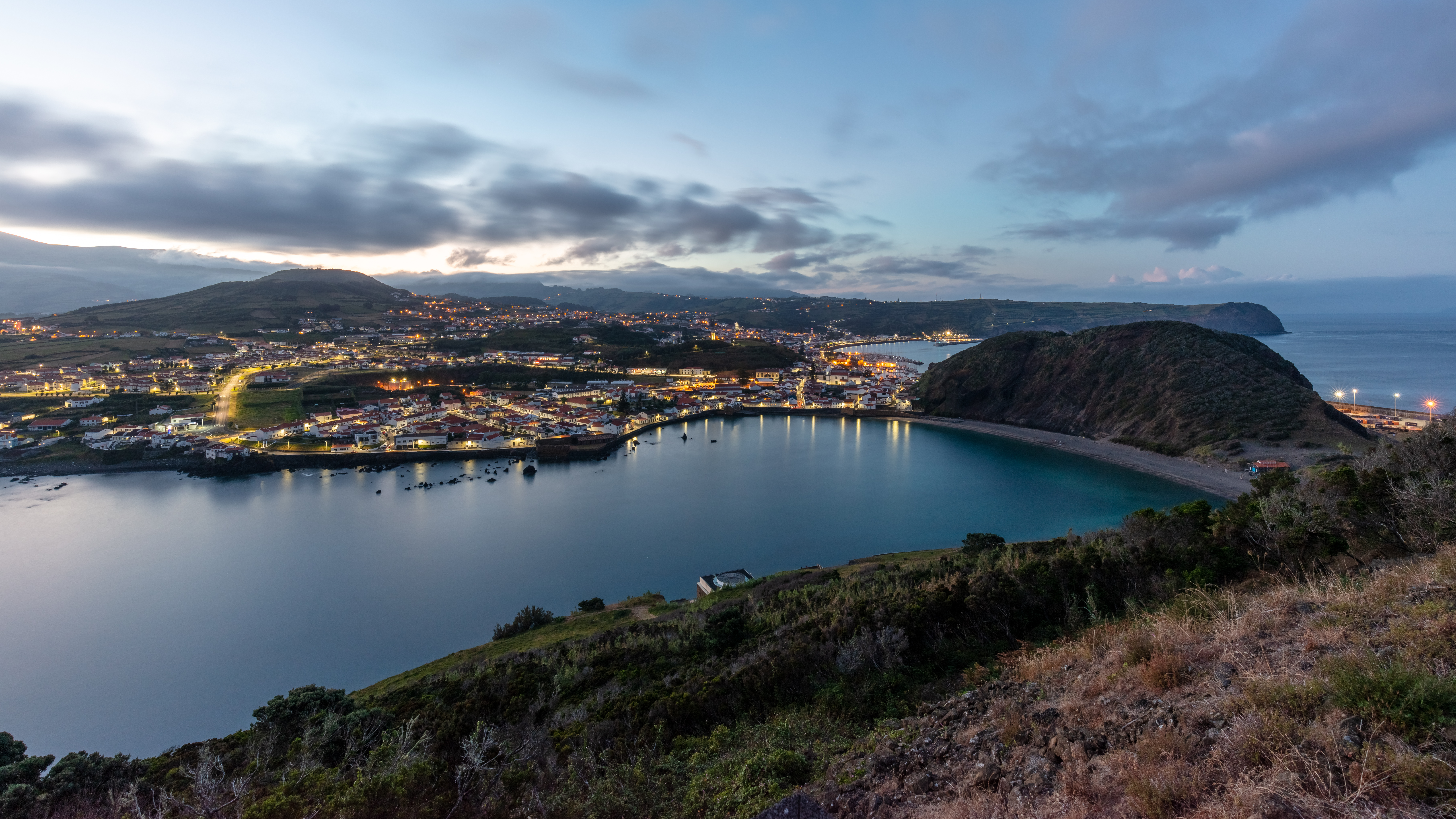
Vista de Horta desde Monte da Guia.
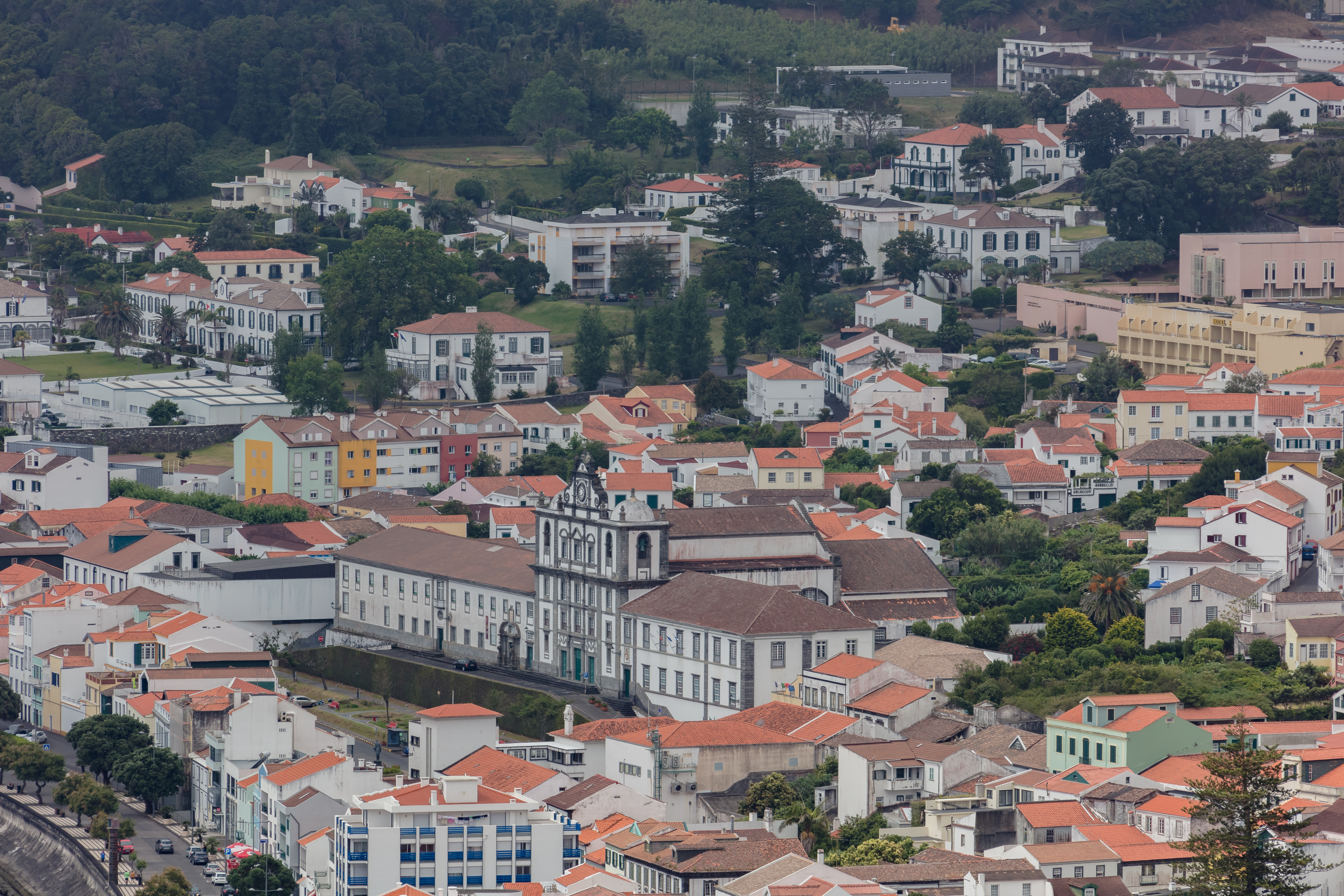
Colegio de los Jesuitas, Horta.